# 巴黎高等机械学院
巴黎高等机械学院（法語：Institut supérieur de mécanique de Paris，简称ISAE-Supméca）是法國一所工程师学校。學校是Polyméca聯盟的成員，也是 ENSI（法國國立高等工程師學院）學校集團以及 ISAE(航太工程)集團的一部分。 根據法國雜誌 L'Usine nouvelle 2016 年的排名，Supméca 在機械、航空、汽車、運輸和材料領域位居法國最佳工程學院的前十名之內。